# Oyo (Republik Kongo)
Oyo ist eine Kleinstadt im Departement Cuvette im Zentrum der Republik Kongo mit knapp 15.000 Einwohnern.

## Geographie

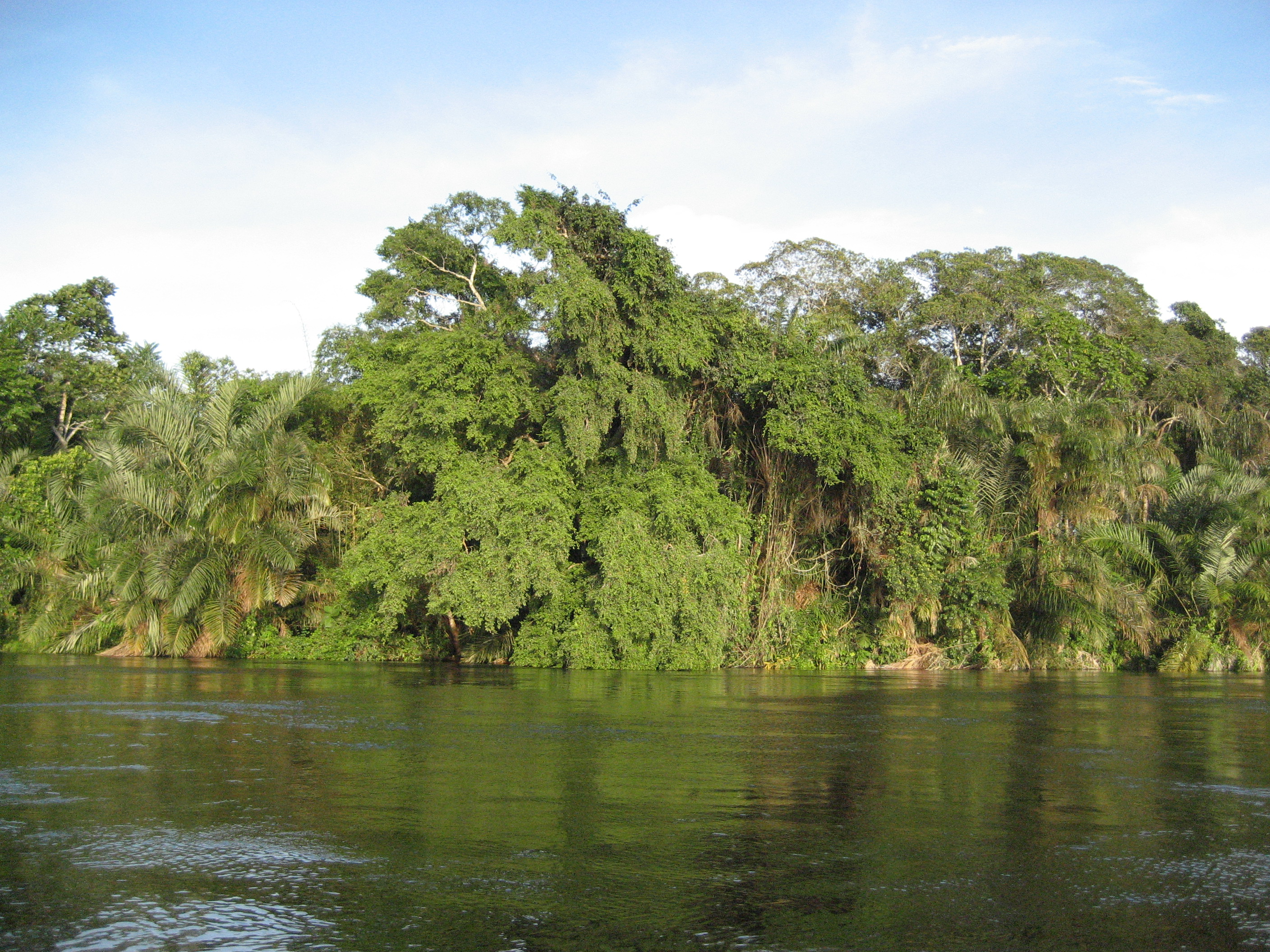
Alima

Der Ort liegt im Süden des Departements an der Grenze zum Departement Plateaux, die hier vielfach vom Kongo-Zufluss Alima gekreuzt wird.
Er befindet sich etwa 400 Kilometer nördlich von Brazzaville in unmittelbarer Nachbarschaft zu Edou, dem Geburtsort von Präsident Denis Sassou-Nguesso.

## Verkehr
Durch den Ort verläuft die Nationalstraße N2, die Brazzaville mit Ouésso im Norden der Republik Kongo verbindet.
Der Flughafen Oyo Ollombo Airport (IATA-Flughafencode: OLL) wurde durch ECAir von Brazzaville bedient.

## Sonstiges
Die Bevölkerung gehört weitgehend der Volksgruppe der Mboschi an.
Im August 2019 gab es Berichte über nennenswerte Ölvorkommen.
Partnerstadt von Oyo ist seit 2015 Yangzhou,  Huadong, Volksrepublik China.
Der lokale Sportverein AS Otoho Oyo erreichte im CAF Confederation Cup 2018/19 die Gruppenphase.